# ショーン・ドウ
ショーン・ドウ（竇驍、Shawn Dou、1988年12月25日 - ）は、中華人民共和国の俳優。

## 経歴
1988年12月15日生まれ。陝西省西安市出身。クラリネット奏者の父の仕事のため小学4年生の時にカナダに移住。カナダの美少年コンテストで優勝したことで芸能界を目指す。
2008年に中国に戻って北京電影学院に入学。2011年にチャン・イーモウ監督の映画『サンザシの樹の下で』でヒロインのチョウ・ドンユィの相手役に抜擢される。ドンユィ共々初々しい演技が好評で、その後は大作への出演が続くことになった。
2023年、スタンレー・ホーの娘ローリンダ・ホー（何超蓮）と結婚した。

## 出演作品

### 映画
- サンザシの樹の下で 山楂树之恋（2010年）
- 愛のしるし 秋之白华（2011年） ※2011東京／札幌・中国映画週間で上映
- 赛车传奇（2011年）
- 金陵十三钗（2011年）※日本未公開
- 愛の涙 倾城之泪（2011年） ※2012東京／長崎・中国映画週間で上映
- 狼たちのノクターン 夜想曲 大追捕（2012年）
- 危険な関係 危险关系（2012年）
- 城市游戏（2014年）
- 神なるオオカミ 狼图腾/Wolf Totem（2015年）
- 我是女王（2015年）
- 疾風スプリンター 破风（2015年）
- 新步步驚心（2015年）
- みんな元気 一切都好（2016年）
- 最後のランナー On Wings of Eagles/终极胜利（2016年）
- 六人晚餐（2017年）
- ボルケーノ・パーク 天・火（2019年）
- 1921 1921（2021年）※2021東京・中国映画週間で上映
- 不速来客（2021年）
- A LEGEND/伝説 传说（2024年）

### テレビドラマ
- 楚喬伝 〜いばらに咲く花〜 楚乔传（2017年）
- 海上牧雲記 〜3つの予言と王朝の謎 九州·海上牧云记（2017年）
- 愛上你，治愈我（2019年）
- あなたを見つけたい 〜See you again〜 时间都知道（2019年）
- 十年三月三十日〜その愛、時をこえて〜 十年三月三十日（2019年）
- 燕雲台-The Legend of Empress- 燕云台（2020年）
- 我们的新时代（2021年）
- 海上繁花（2021年）
- 良辰好景知几何（2022年）
- 欢乐颂3（2022年）
- 欢乐颂4（2023年）
- 欢乐颂5（2024年）
- 掌心（2025年）[1]